# Forrest Smithson
Forrest Custer Smithson (26. září 1884 Portland, Oregon – 24. listopadu 1962 Contra Costa, Kalifornie) byl americký atlet, sprinter, olympijský vítěz v běhu na 110 metrů překážek z roku 1908.

## Sportovní kariéra
Jako student teologie na Oregon State University se stal mistrem USA v běhu na 120 yardů překážek v letech 1907 a 1909. Startoval ve finále běhu na 110 metrů překážek na olympiádě v Londýně v roce 1908, kde zvítězil časem 15,0. Tento výkon byl prvním oficiálně uznávaným světovým rekordem IAAF. Po skončení sportovní kariéry se stal baptistickým duchovním.